# Светски куп у рагбију 13 1975.
Светски куп у рагбију тринаест 1975. био је седми Светски куп у рагбију 13.
Рагби 13 репрезентација Аустралије је освојила титулу првака Света.

## Учесници
- Рагби 13 репрезентација Француске [3]
- Рагби 13 репрезентација Велса
- Рагби 13 репрезентација Енглеске
- Рагби 13 репрезентација Аустралије
- Рагби 13 репрезентација Новог Зеланда

## Стадиони
- Стадион за крикет - Сиднеј, 70 000 места
- Стадион Ланг парк - Брзибејн, 40 000 места
- Стадион Карлов парк - Окланд, 20 000 места
- Стадион Адинтон шоуграундс - Крајстчерч, 15 000 места
- Стадион Сент хеленс - Свонси, 15 000 места
- Стадион Вилдерспул - Ворингтон, 15 000 места
- Стадион Виловс - Салфорд, 17 000 места

- Стадион Хејдингли - Лидс, 32 000 места
- Стадион Централ парк - Виган, 40 000 места
- Стадион Одсал - Бредфорд, 40 000 места
- Стадион Жилберт Брут - Перпињан, 13 000 места
- Стадион Парк Лесур - Бордо, 30 000 места
- Стадион Веледром - Марсеј, 49 000 места

## Резултати
- Француска - Велс 14-7
- Енглеска - Француска 20-2
- Аустралија - Нови Зеланд 36-8
- Енглеска - Велс 7-12
- Аустралија - Велс 30-13
- Нови Зеланд - Француска 27-0
- Нови Зеланд - Енглеска 17-17
- Аустралија - Француска 26-6
- Аустралија - Енглеска 10-10
- Нови Зеланд - Велс 13-8
- Велс - Енглеска 16-22
- Нови Зеланд - Аустралија 8-24
- Француска - Енглеска 2-48
- Француска - Нови Зеланд 12-12
- Велс - Аустралија 6-18
- Енглеска - Нови Зеланд 27-12
- Француска - Аустралија 2-41
- Енглеска - Аустралија 16-13
- Велс - Нови Зеланд 25-24
- Енглеска - Француска 23-2

### Табела
| Табела         | ИГ | Д | Н | И | ПД  | ПП  | ББ | Бод. |
| -------------- | -- | - | - | - | --- | --- | -- | ---- |
| 1. Аустралија  | 8  | 6 | 1 | 1 | 198 | 69  | 0  | 13   |
| 2. Енглеска    | 8  | 5 | 2 | 1 | 167 | 84  | 0  | 12   |
| 3. Велс        | 8  | 3 | 0 | 5 | 110 | 130 | 0  | 6    |
| 4. Нови Зеланд | 8  | 2 | 2 | 4 | 121 | 149 | 0  | 6    |
| 5. Француска   | 8  | 1 | 1 | 6 | 40  | 204 | 0  | 3    |

## Финале
Енглеска - Аустралија 0-25
Стадион Хејдингли у Лидсу
Гледалаца: 7 680
Судија: Фред Линдоп, Енглез 

## Статистика рагбиста
Највише есеја - Ијан Шуберт, Аустралијанац 7 есеја. 

## Видео снимци
Снимак утакмице Нови Зеланд - Велс
https://www.youtube.com/watch?v=MXyikuglulA
| Прваци Света у рагбију тринаест 1975.                  |
| ------------------------------------------------------ |
| Рагби 13 репрезентација Аустралије (4. светска титула) |